# 萨沃斯
萨沃斯（法語：Saveuse，法語發音：[savøz]）是法国上法兰西大区索姆省的一个市镇，位于该省中部，省会亚眠市区西南，属于亚眠区。

## 地理
萨沃斯（49°53'59"N, 2°13'3"E）面积3.99 平方千米，位于法国上法蘭西大區索姆省，该省份为法国北部沿海省份，北起加来海峡省和北部省，西接滨海塞纳省和大西洋英吉利海峡，南至瓦兹省，东临埃纳省。
与萨沃斯接壤的市镇（或旧市镇、城区）包括：索姆河畔阿伊、亚眠、德勒伊莱萨米安、费里耶尔、蓬德梅斯。

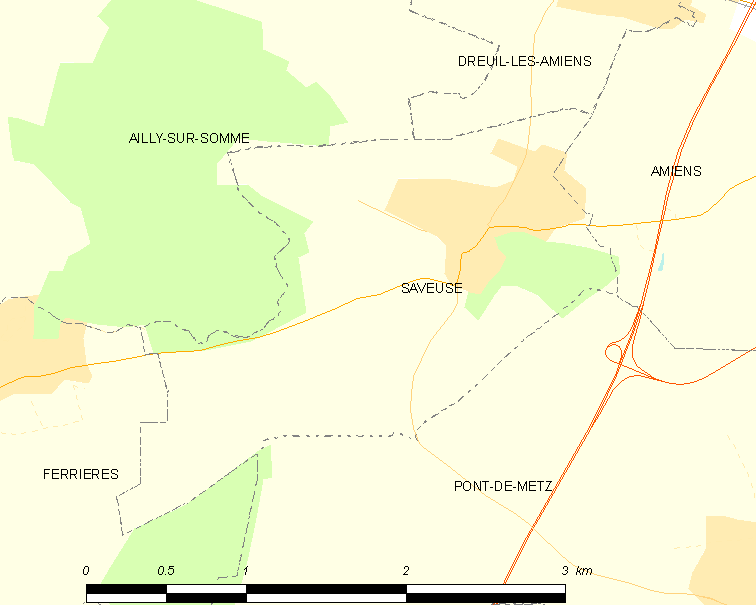
萨沃斯的OSM定位图

萨沃斯的时区为UTC+01:00、UTC+02:00（夏令时）。

## 行政
萨沃斯的邮政编码为80470，INSEE市镇编码为80730。

## 政治
萨沃斯所属的省级选区为索姆河畔阿伊县。

## 人口

1962-2008年间萨沃斯人口变化图示

萨沃斯于2022年1月1日时的人口数量为1086人。